# محمد صحراوي
محمد صحراوي (1 يناير 1942 الدار البيضاء المغرب - 10 يونيو 2016 الدار البيضاء المغرب) هو لاعب كرة قدم مغربي سابق كان يلعب كلاعب وسط.

## وصلات خارجية
- محمد صحراوي على موقع قاعدة بيانات كرة القدم.إي يو (الإنجليزية)
- محمد صحراوي على موقع أوليمبيديا (الإنجليزية)

1. ↑   https://www.footballdatabase.eu/fr/joueur/details/340395-mohammed-sahraoui. {{استشهاد ويب}}: |url= بحاجة لعنوان (مساعدة) والوسيط |title= غير موجود أو فارغ (من ويكي بيانات) (مساعدة)